# 森納
森 納（もり おさむ、昭和3年（1928年）9月1日 - 平成24年（2012年））は、日本の医師、郷土史研究家。森医院理事長。医学博士。

## 経歴
鳥取県西伯郡夜見村（現・米子市夜見町）に生まれる。鳥取県立米子中学校（現・鳥取県立米子東高等学校）を経て、昭和26年（1951年）米子医学専門学校卒業。昭和27年（1952年）鳥取大学医学部第二内科研究生、西伯病院勤務。
昭和36年（1961年）島根県大田市祖式診療所長。昭和41年（1966年）鳥取県岩美郡国府町糸谷で開業。岩美郡医師会理事、鳥取県東部医師会理事、鳥取県医師会理事を歴任した。

## 人物像

### 学生時代
森が20歳になる前、米子医学専門学校3年の時に父が死去。残されたものは先祖伝来の土地の一部、五反ほどの畑と借金だけであった。五反ばかりの畑だけでは食べていくのに精一杯で、学費を用意できるはずもなく、農作業や様々なアルバイトで生活する日が続いた。

### 郷土史、医史学、民俗学研究
趣味は陶芸、医史学研究、民俗学研究。森の話によれば、「私が郷土史関係に興味をもったのは私の郷里の夜見村に、その歴史を書いたものがないためで、医学史も同じく鳥取県の医学史が全くなされていないので、自分が少しでも資料のある間に書き残そうとしたからである」という。

## 受賞・栄典
- 昭和54年（1979年） 鳥取県医師会長表彰[3]
- 昭和55年（1980年） 鳥取県出版文化賞[3]
- 昭和59年（1984年） 日本医師会最高優功賞[3]
- 平成14年（2002年） 勲五等双光旭日章[6]

## 著書
- 『弓浜半島と夜見村』（森納編1977.3）[7]
- 『弓浜における夜見村の歴史とその周辺』（森納編1975.5夜見村誌 その1）[7]
- 『弓浜における夜見村の風俗』（森納、森敏秋共編1975.5夜見村誌 その2）[7]
- 『因伯の医師たち』（森納著1979.8）[8]
  - 『続 因伯の医師たち』（森納著1985.9）[8]
- 『国府町の医業史覚書』（森納著1982.4国府町文化財シリーズ 3）[8]
- 『因伯杏林碑誌集釈』（森納、安藤文雄著1983.2）[8]
- 『因伯の民間薬考』（森納著1984）[8]
- 『因伯くすり雑考』（森納著1984）[8]
- 『因伯医史雑話』（森納著1985.8）[8]
- 『砂との闘いの記録：旧会見郡夜見村下札他』（森納著1986.5）[8]
- 『因伯厠考：トイレとその今昔』（森納著1987.2）[8]
- 『塞神考：因伯のサイノカミと各地の道祖神』（森納著1990.8、1991.6補訂）[8]
- 『医人奇人：因伯の医師たち・夜話』（森納著1991.6）[8]
- 『日本盲人史考：視力障害者の歴史と伝承:金属と片眼神』（森納著米子今井書店1993.12）[8]
- 『因伯洋学史話』（森納著富士書店1993.12）[8]
- 『歯の民俗：民間信仰・俗信・くすり：歯の神様・仏様：あごなし地蔵』（森納著1998.5）[8]
- 『下田光造先生を偲んで：下田光造先生生誕地碑序幕式記念』（森納編著下田光造先生顕彰会1998.4）[8]
- 『鳥取県の疾病史覚書：明治・大正時代』（森納著2000.10）[8]
- 『ある田舎医者の足跡：回顧録』（森納著2008.3再版）[8]
- 『稲村三伯と娘さだ（海上随鷗と中定）』（森納著2008.5）[8]